# Präsidentschaftswahl in Nicaragua 2011
Die Präsidentschaftswahl in Nicaragua 2011 fand am 6. November 2011 statt. Die Wahl war von umfangreichen Unregelmäßigkeiten geprägt. Präsident Daniel Ortega wurde mit 63 Prozent der Stimmen zu einer dritten Amtszeit wiedergewählt, auch wenn die Verfassung des Landes keine direkte Wiederwahl erlaubt. Der Unternehmer und Konsenskandidat Fabio Gadea von der PLI erhielt knapp 31 Prozent, und Ex-Präsident Arnoldo Alemán, der wegen Korruptionsverdachts das Land nicht verlassen darf, kam auf 6 Prozent.
Entgegen früheren Ankündigungen Daniel Ortegas, wurden internationale Wahlbeobachter zugelassen, u. a. der Organisation Amerikanischer Staaten. Diese berichteten über Unregelmäßigkeiten und massive Behinderungen ihrer Mitarbeiter. Vielfach sei den Wahlbeobachtern der Zutritt zu den Stimmlokalen verweigert worden. Vertreter der Opposition seien nicht in allen Wahllokalen zugelassen worden. In einigen Orten des Landes wurden Wahllokale durch Oppositionsanhänger in Brand gesetzt.

## Kandidaten
Als Kandidaten traten der Chef der Sandinistas, Daniel Ortega, sowie für die rechten Parteien Expräsident Arnoldo Alemán (für die Partido Liberal Constitucionalista) und der Unternehmer Fabio Gadea an.

## Umfragen
Nach einer Meinungsumfrage des nicaraguanischen Unternehmens M&R Consultores wurde ein Stimmenanteil von 56,5 Prozent für den amtierenden Staatschef Daniel Ortega prognostiziert. Der Kandidat Fabio Gadea vom Oppositionsbündnis Unidad Nicaraguense de Esperanza (Nicaraguanische Einheit der Hoffnung) konnte demnach mit nur 14,1 Prozent der Stimmen rechnen, der ehemalige Präsident Arnaldo Alemán mit 5,8 Prozent.

## Ergebnisse und Reaktionen
Nach vorläufigen Ergebnissen erreichte die FSLN bei den Parlamentswahlen 60,8 Prozent der Stimmen und konnte so 60 der 92 Sitze gewinnen. Die Partido Liberal Independiente kam auf 26, während die Partido Liberal Constitucionalista 6 Sitze gewinnen konnte. Bei den Präsidentschaftswahlen wurde, nach dem amtlichen Endergebnis, Ortega mit 62,7 Prozent der Stimmen im Amt bestätigt. Sein Herausforderer Gadea kam auf 31,1 Prozent. Am 8. November kam es in den Gemeinden Siuna und El Carrizo zu gewalttätigen Auseinandersetzungen zwischen Anhängern der FSLN und der PLI. Dabei starben mindestens vier Menschen und mehr als hundert, darunter etwa 50 Polizisten, wurden verletzt.
Am 17. November bezeichneten die Beobachter der Europäischen Union die Wahl als „gravierenden Rückschritt“ für die Demokratie in dem Land. Sie bemängelten unter anderem die Vorzeitige Verkündung des Ergebnisses durch die Wahlbehörde. Auch die Bischofskonferenz kritisierte die fehlende Transparenz und Ehrlichkeit der Behörde.
Am 10. Januar 2012 wurde Ortega als Präsident vereidigt. An der Feier am Revolutionsplatz von Managua nahmen, neben etwa 8.000 Gästen, auch der venezolanische Präsident Hugo Chávez und der iranische Präsident Mahmud Ahmadinedschad teil.